# Fernande (album)
Pour les articles homonymes, voir Fernande.
Albums de Georges Brassens
Misogynie à part
(1969) Trompe la mort
(1976)
Fernande est le treizième album édité en France du chanteur Georges Brassens. Sorti sans titre à l'origine, il est identifié par celui de la première chanson du disque. L’édition originale est sortie en octobre 1972. L'album est certifié disque d'or en 1976 pour 100 000 exemplaires vendus et disque de platine en 1980 pour 400 000 exemplaires vendus.

## Caractéristiques artistiques
FernandeCette chanson a enrichi le répertoire de corps de garde des carabins, elle reste célèbre pour son refrain.
Stances à un cambrioleurCoup de chapeau aux Arsène Lupin. Chanson écrite à la suite des cambriolages perpétrés dans sa maison de Crespières lorsqu’elle fut mise en vente.
La Ballade des gens qui sont nés quelque partBrassens fustige ici ceux qu'il considère comme des imbéciles heureux, chauvins, xénophobes ou racistes.
La Princesse et le croque-notesUne ambiance et un parfum de cour des miracles pour un détournement de mineure non consommé.
Sauf le respect que je vous doisChanson au sujet des femmes qui prennent plaisir à détruire leurs amants.
Le BlasonBrassens rend ici hommage au sexe féminin, à la manière des blasonneurs du XVIe siècle, à la suite de Clément Marot. Cette chanson a connu une 1re version en 1969 à Bobino.
Mourir pour des idées« D'accord, mais de mort lente ». L'embrigadement et les idéologies sont ici dénoncés.
Quatre-vingt-quinze pour centCritique du mâle, sûr et fier de lui, mais incapable, in fine, de satisfaire sexuellement sa compagne.
Les PassantesRegrets suscités par les « occasions ratées », « toutes ces belles passantes, que l'on n'a pas su retenir... ».
Le RoiIl y a peu de chances qu'on détrône le roi des cons. Sa dynastie n'est pas bâtie sur du sable et tout le monde le suit, docile.
À l'ombre des marisSur l'éternel thème du cocu et de La traîtresse.

### Chansons
Sauf indication contraire, toutes les chansons sont écrites et composées par Georges Brassens.
Face 1
| No | Titre                                         | Durée      |
| -- | --------------------------------------------- | ---------- |
| 1. | Fernande                                      | 3 min 39 s |
| 2. | Stances à un cambrioleur                      | 4 min 13 s |
| 3. | La Ballade des gens qui sont nés quelque part | 3 min 26 s |
| 4. | La Princesse et le Croque-notes               | 4 min 18 s |
| 5. | Sauf le respect que je vous dois              | 3 min 08 s |
| 6. | Le Blason                                     | 5 min 13 s |

Face 2
| No | Titre                         | Paroles             | Durée      |
| -- | ----------------------------- | ------------------- | ---------- |
| 1. | Mourir pour des idées         |                     | 4 min 42 s |
| 2. | Quatre-vingt-quinze pour cent |                     | 4 min 35 s |
| 3. | Les Passantes                 | Poème d'Antoine Pol | 4 min 11 s |
| 4. | Le Roi                        |                     | 3 min 53 s |
| 5. | À l'ombre des maris           |                     | 4 min 48 s |

## Édition originale de l’album
Novembre 1972 : Disque microsillon 33 tours/30cm, Philips (6332 116).
– Pochette : photo réalisée par Jacques Aubert (recto), commentaires de René Fallet (verso).
– Gravure : stéréophonique.

### Interprètes
- Chant, guitare : Georges Brassens
- Contrebasse : Pierre Nicolas
- Seconde guitare : Joël Favreau

## Discographie liée à l’album

### Disques45 tours
Seules les premières éditions sont listées ci-dessous.
Identifications :
SP (Single Playing) = Microsillon 45 tours/17 cm (2 titres).
- 1972 : SP Philips, série « Parade » (6837.094).

– Face 1 : Mourir pour des idées.
– Face 2 : Le Roi.
- 1972 : SP Philips, série « Parade » (6837.095).

– Face 1 : La Princesse et le croquenote.
– Face 2 : Fernande.

### Rééditions de l’album
Identifications :
LP (Long Playing) = Microsillon 33 tours/30 cm.
CD (Compact Disc) = Disque compact.
Réédité sous diverses présentations, seules les premières rééditions de chacune d’elles sont listées ci-dessous.
- Octobre 1972 : LP Philips, coll. « Les grands auteurs & compositeurs interprètes », n° XI (B 6325 074).

– Pochette : imitation bois en couverture, photo réalisée par Jacques Aubert. Commentaires de René Fallet au verso.
– Gravure : stéréophonique.
- Octobre 1972 : LP Fernande, Philips, coll. « Les grands auteurs & compositeurs interprètes », n° 11 (Y 6499 472).

– Pochette ouvrante : photos de couverture réalisées par Jacques Denimal. Les pages intérieures, illustrées de photographies, contiennent les paroles des chansons et les commentaires de René Fallet.
– Gravure : stéréophonique.
- 1973 : LP Philips/Phonogram (U 6332.116).

– Pochette identique à l’originale.
– Gravure : stéréophonique.
- Octobre 1996 : CD Philips/Mercury-PolyGram, coll. « Les grands auteurs & compositeurs interprètes », n° XI (532 361-2).

– Reproduction du recto de la pochette originale en couverture du livret. Commentaires de René Fallet.
- 1997 : CD Philips/Mercury-PolyGram (532 361-2).

– Digipak avec reproduction du recto de la pochette originale en couverture du livret. Commentaires de René Fallet.
Note : Les deux CD, décrits ci-dessus, respectent l’ordre des chansons inscrites au recto de la couverture :
| No  | Titre                                         | Paroles              | Durée      |
| --- | --------------------------------------------- | -------------------- | ---------- |
| 1.  | Mourir pour des idées                         |                      | 4 min 45 s |
| 2.  | Le Roi                                        |                      | 3 min 54 s |
| 3.  | Quatre-vingt-quinze pour cent                 |                      | 4 min 35 s |
| 4.  | La Ballade des gens qui sont nés quelque part |                      | 3 min 25 s |
| 5.  | Sauf le respect que je vous dois              |                      | 3 min 08 s |
| 6.  | Stances à un cambrioleur                      |                      | 4 min 12 s |
| 7.  | Le Blason                                     |                      | 5 min 13 s |
| 8.  | La Princesse et le croque-notes               |                      | 4 min 20 s |
| 9.  | Fernande                                      |                      | 4 min 00 s |
| 10. | Les Passantes                                 | Poème d'Antoine Pol. | 4 min 10 s |
| 11. | À l'ombre des maris                           |                      | 4 min 50 s |

- Septembre 2001 : CD Fernande, Philips/Mercury-PolyGram, n° 11 (586 354-2).

– Reproduction recto/verso de la pochette réalisée par Jacques Denimal, en couverture du livret. Commentaires de René Fallet.
- Novembre 2010 : CD Mercury/Universal (274 920-7)[6].

– Réplique recto/verso de la pochette originale.

## Classement
| Classement (1972) | Meilleure place |
| ----------------- | --------------- |
| France (SNEP)     | 1               |